# Глазчатый трионикс
Глазчатый трионикс (лат. Nilssonia hurum) — черепаха рода Nilssonia семейства Трёхкоготные черепахи (Trionychidae). Ранее включалась в род Trionyx.
Длина карапакса этого вида достигает 60 см. У молодых особей на нём есть четыре крупных пятна, за которые черепаха и названа глазчатой. Обитает в бассейне Ганга и Брахмапутры в восточной Индии и Бангладеш.